# Programme Alsat
Le programme Alsat est une famille de satellites artificiels algériens gérés par l'Agence spatiale algérienne (ASAL) et réalisés dans le cadre de programme spatial algérien d'horizon 2020.
L'Algérie a déployé cinq missions dont quatre sont opérationnelles et une est arrivée en fin de vie.

## Missions en cours

### Alsat-2
Le 1er février 2006, EADS Astrium annonce la signature d'un contrat visant à la réalisation de deux satellites (Alsat-2A et Alsat-2B) faisant partie du programme Alsat-2. Le programme Alsat-2 comprend également la mise en œuvre de deux segments au sol de contrôle et d'un terminal image permettant l'exploitation et le pilotage des satellites depuis le territoire algérien.

#### Alsat-2A
Alsat-2A, est un satellite d'observation de la Terre à haute résolution, il a été intégré et testé en France, dans les locaux d'EADS Astrium avec la participation de 29 ingénieurs algériens. Il a été lancé par une fusée PSLV le 12 juillet 2010 depuis le Centre spatial de Satish Dhawan situé à Sriharikota près de la métropole de Chennai (sud de l'Inde). Avec une résolution au sol de 2,5 m en mode panchromatique et de 10 m en mode multispectral, il servira à différentes applications notamment la topographie, l'agriculture, la cartographie, le suivi de l'environnement).

#### Alsat-2B
Alsat-2B est le deuxième satellite d'observation de la terre à  haute résolution lancé le 26 septembre 2016 après Alsat-2A lancé en juillet 2010. Il est un jumeau d'Alsat-2A, Il a été intégré au centre de développement de satellites (CDS) à Oran . Alsat-2B est opérationnel.

#### Caractéristiques techniques (Alsat-2A, Alsat-2B)
Les deux satellites sont basés sur une plate-forme Myriade du Centre national d'études spatiales (CNES) et placé sur une orbite héliosynchrone polaire.
Ils ont les caractéristiques suivantes :
- Satellite agile stabilisé 3 axes
- Masse au lancement : 130 kg
- Mémoire de masse embarquée : 64 Gbit
- Charge utile : Télescope en carbure de silicium
  - Résolution en mode panchromatique(TDI) : 2,5 m
  - Résolution en mode multi-spectral (4 bandes couleur) : 10 m
  - Largeur de la fauchée : 17,5 km.

Les deux satellites forment une constellation, ce qui permet d'augmenter la fréquence de prise de vues.

### Alsat-1B
Alsat-1B est un microsatellite d'observation de la Terre de moyenne résolution construit utilisant une plate-forme SSTL-100. Le satellite a une masse de 103 kg. Le satellite a été intégré par les ingénieurs de centre de développement de satellites relevant de l'Agence spatiale algérienne à Oran . Ses images sont utilisées pour la gestion des catastrophes naturelles et la protection de l'environnement.
Alsat-1b a été lancé le 26 septembre 2016 par un lanceur PSLV-C35. L'agence spatiale algérienne a conduit les opérations de tests et corrections d'orbite en autonomie depuis que le satellite a émis ses premiers signaux. Alsat-1B fait partie de la constellation international Disaster Monitoring Constellation (DMC) coordonnée par Surrey Satellite Technology Limited (SSTL).

### Alsat-1N
Alsat-1N est un nanosatellite de démonstration technologique type 3U qui pèse 7 kg. Il est construit par une équipe algéro-britannique dans le cadre de la mise en œuvre de l'accord de coopération signé entre l'Agence spatiale algérienne et l'Agence spatiale du Royaume-Uni. 18 ingénieurs algériens ont utilisé le satellite comme outil pédagogique durant leur formation dans l'université du Surrey au Royaume-Uni.
L'objectif de la mission était le test de comportement de trois charges utiles innovantes : caméra, films solaire, mesure de radiation. L'exploitation des données obtenues par le satellite sera effectué par des chercheurs algériens et britanniques. Alsat-1N a été lancé le 26 septembre 2016 par un lanceur indien PSLV-C35.

## Missions achevées

### Alsat-1

Image du satellite algérien, Alsat-1.

Alsat-1 est le premier satellite d'observation de la Terre algérien. Il a pour objectif principal la gestion des ressources naturelles. Il fait partie de la famille de satellites Disaster Monitoring Constellation (DMC) développés par la société Surrey Satellite Technology Ltd (SSTL).
Le satellite se présente sous la forme d'un cube de 60 centimètres de côté, pour une masse totale d'environ 92 kilogrammes. La puissance totale des panneaux solaires est d'approximativement ?? watts. Le système d'imagerie couvre le vert, le rouge et le proche infrarouge, pour une résolution de 32 mètres.
Il a été placé en orbite par un lanceur Cosmos-3M de la base russe de Plesetsk, le 28 novembre 2002. Son orbite est héliosynchrone et il a été placé à une altitude approximative de 700 kilomètres sur inclinaison de 98°. Après une période d'étalonnage, les premières images d'Alsat-1 ont été reçues le 17 décembre 2002, dans la station de réception se trouvant dans les locaux du Centre national des techniques spatiales (CNTS) d'Arzew. Alsat-1 est arrivé en fin de vie le 15 août 2010.